# Långön
Långön (ver eiland) is een Zweeds eiland behorend tot de Lule-archipel. Het eiland ligt ten zuiden van Hindersön en ten noorden van Storbrändön. Het eiland heeft geen oeververbinding. Aan de westzijde ligt een gehucht met dezelfde naam, van waaruit de enige weg noordwaarts vertrekt. Verspreid over het eiland liggen overnachtinghuisjes, met name aan de noordzijde bij de stranden met fijnzand. Het hoogste punt van het eiland is Storberget, een heuvel van 31 meter, hetgeen een van de hoogste punten in deze contreien is.